# Francisco José Vicente Hernández
Francisco José Vicente Hernández (Salamanca, 21 de juliol de 1986), més conegut com a Fran Vicente o Fran, és un cuiner espanyol, reconegut especialment per la seva participació en la segona edició del programa televisiu Top Chef.
Nascut a Salamanca el 21 de juliol de 1986, Fran Vicente va decidir estudiar cuina el 2004, amb 18 anys. Al no aconseguir una plaça a l'Escola d'Hosteleria, va realitzar un curs de cuina per adults que li permeté entrar a l'Escola municipal d'Hosteleria de Salamanca, la Fonda Veracruz, on primer va estudiar un cicle de Serveis de restaurant i bar i, més tard un de cuina. La seva primera experiència professional, a part de les pràctiques realitzades a l'Escola, fou com a ajudant de cuina, primer, i com a Cap de cuina, després, al Restaurant Coque de Mario Sandoval. Posteriorment, compaginant la seva carrera culinària, Vicente presentà diverses conferències, com la que realitzà a la Spanish Design Food de Tòquio, a més de presentar-se en concursos: l'any 2013 va guanyar el campionat d'Espanya de cuiners.
Fran Vicente va saltar al primer pla gràcies a la seva participació en el programa d'Antena 3 Top Chef. Tot i que fou expulsat en la 8a gala del concurs, en l'11a es va guanyar la repesca, arribant fins a la semifinal. Finalment acabaria en tercera posició, per darrere dels catalans David Garcia i Marc Joli.

## Obra
- El Libro blanco de los cereales, publicat per la Diputació de Salamanca.[3]
- Recetario de cerdo ibérico, publicat per la Diputació de Salamanca.